# Тун Цзянь
Тун Цзянь (кит. 佟健, пиньинь Tóng Jiàn; род. 15 августа 1979, Харбин) — китайский фигурист, выступавший в парном катании. В паре с Пан Цин становился серебряным призёром Олимпийских игр (2010), двукратным чемпионом мира (2006, 2010), пятикратным чемпионом четырёх континентов (2002, 2004, 2008, 2009, 2011) и победителем финала Гран-при (2008).
Тун Цзянь и Пан Цин являются обладателями рекордных 9 медалей чемпионатов четырёх континентов.

## Карьера
Тун начал кататься на коньках в возрасте шести лет в Харбине. Сначала он начинал как одиночник, но затем из-за проблем с прыжками перешёл в танцы на льду. После короткой танцевальной карьеры Тун решил снова сменить дисциплину и перешёл в парное катание. Его первой партнёршей была Чжан Юэ. В 1993 году тренер Яо Бинь поставил Туна в пару с Пан Цин и с тех пор они катаются вместе.
Когда Яо Бинь переехал в Пекин, Пан и Тун работали без тренера вплоть да 1997 года, а затем они вновь начали подготовку под руководством Яо.
Пан и Тун не имели успехов в юниорской карьере. Они становились только 14-ми, 9-ми и 8-ми на чемпионате мира среди юниоров в 1997, 1998 и 1999 годах соответственно.
Они стали вторыми на чемпионате Китая 1997 года, но на чемпионаты мира не попадали до 1999. В 1999 году спортсмены стали вице-чемпионами зимней Универсиады в Словакии. В 2000 году они стали чемпионами Китая. На своём первом крупном международном турнире — чемпионате четырёх континентов 1999 года (самый первый проведённый чемпионат) — они были пятыми. Затем они участвовали в своём первом чемпионате мира и стали там 14-ми.
В сезоне 1999—2000 года, Пан и Тун дебютировали в серии Гран-при. Стали четвёртыми на этапе «Skate Canada» и пятыми на «Cup of Russia». На зимней Олимпиаде 2002 года они заняли девятое место.
На чемпионате мира 2004 года они получили свою первую медаль («бронза»), до этого выиграв Финал серии Гран-при.
На Олимпийских играх 2006 года они стали четвёртыми. Затем они выиграли чемпионат мира 2006 года.
В сезоне 2006—2007 Пан и Тун не смогли защитить свой титул чемпионов мира, став только вторыми. С этапа Гран-при «Skate America» они были вынуждены сняться из-за травмы и не попали в финал. Кроме того они завоевали серебряные медали на этапе «Cup of China», на азиатских зимних играх и чемпионате четырёх континентов.
В следующем сезоне пара завоевала бронзовые медали финала Гран-при, победила на чемпионате четырёх континентов, но стала только пятой на чемпионате мира.
В сезоне 2008—2009 они впервые в карьере стали победителями финала Гран-при. Затем второй раз подряд (а всего четвёртый) стали чемпионами четырёх континентов.
В олимпийский сезон фигуристы выиграли два этапа Гран-при, вышли в финал, где стали вторыми. На Олимпийских играх в Ванкувере спортсмены стали серебряными призёрами. Произвольную программу они выиграли с мировым рекордом, но по сумме двух программ уступили соотечественникам Шэнь Сюэ и Чжао Хунбо. Золото чемпионата мира 2010 стало вторым в их карьере.
Сезон 2010—2011 спортсмены так же, как и предыдущий, начали с двух побед на этапах серии Гран-при и серебра в Финале серии. Затем Пан Цин и Тун Цзянь в пятый раз выиграли чемпионат четырёх континентов. На пресс-конференции турнира они заявили, что собираются пожениться после чемпионата мира 2011 года.
После Олимпийских игр в Сочи пара приняла решение завершить свои выступления, они не поехали даже на чемпионат мира 2014 года. Однако федерация фигурного катания Китая обратилась к ним с просьбой выступить на первом чемпионате мира который пройдёт в КНР. Пара вступила в сезон лишь в феврале 2015 года на чемпионате четырёх континентов в Сеуле фигуристы выступили удачно; завоевали бронзовые медали. На домашнем чемпионате мира в Шанхае спортсмены также оказались на третьем месте.

## Программы
| Сезон     | Короткая программа                                                                                        | Произвольная программа                                                                                | Показательные выступления                                                             |
| --------- | --- | --- | ------------------------------------------------------------------------------------- |

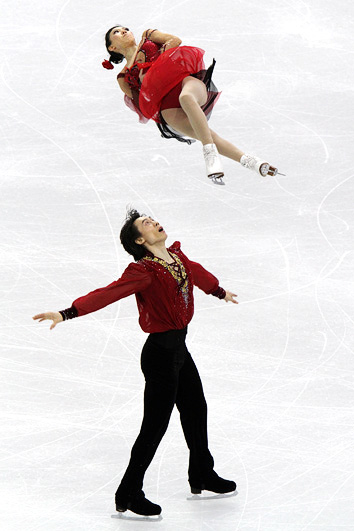
Пан Цин и Тун Цзянь исполняют подкрутку на Олимпиаде — 2010

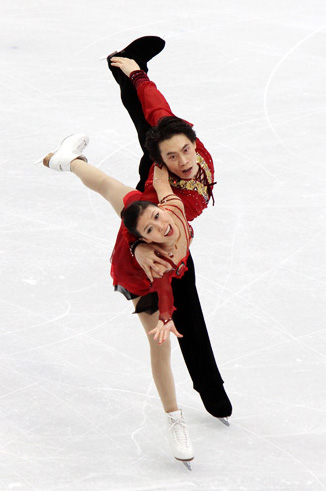
Пан Цин и Тун Цзянь выполняют спираль на Олимпиаде — 2010

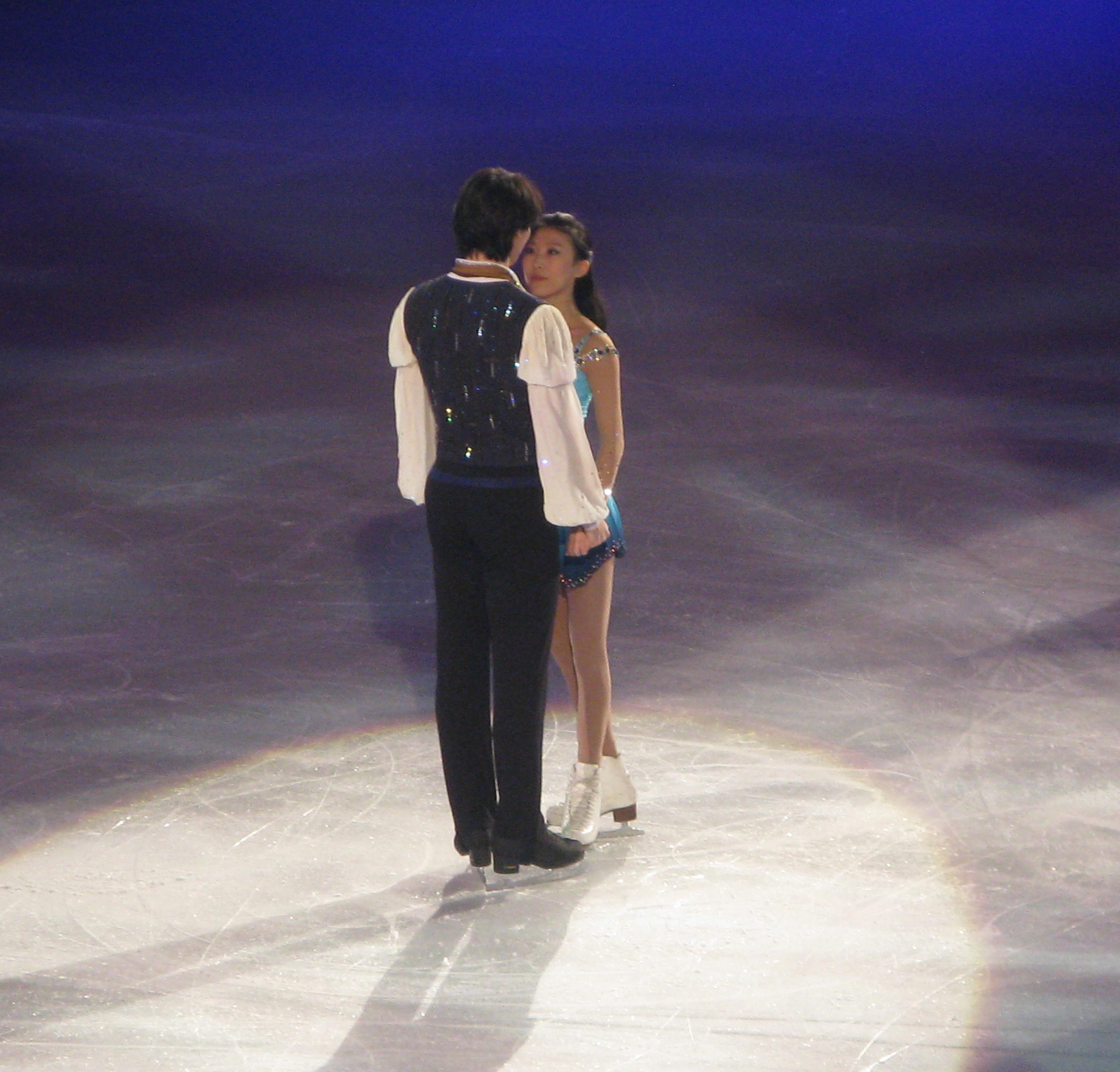
Пан Цин и Тун Цзянь на Bompard 2013.

| 2014-2015 | Moon Flower Secret Garden, Sumi Jo хореограф Николай Морозов Oblivion, A los Amigos                       | Io Ci Saro Дэвид Фостер, Уолтер Афанасьефф хореограф Николай Морозов                                  | Angel Westlife                                                                        |
| 2013—2014 | Lady Caliph Эннио Морриконе хореограф Николай Морозов                                                     | I Dreamed a Dream из мюзикла «Отверженные» Клод-Мишель Шёнберг хореографы Ше-Линн Бурн и Дэвид Уилсон |                                                                                       |
| 2012—2013 | Scott and Fran's Paso Doble Дэвид Хиршфельдер хореограф Рене Рока                                         | Enigma-вариации Эдуард Элгар хореограф Рене Рока                                                      |                                                                                       |
| 2011—2012 | Ноктюрн в до-диез минор Фредерик Шопен хореограф Лори Николь                                              | Шехеразада Николай Римский-Корсаков хореограф Лори Николь                                             |                                                                                       |
| 2010—2011 | Ноктюрн в до-диез минор Фредерик Шопен хореограф Лори Николь                                              | Грёзы любви Ференц Лист хореограф Дэвид Уилсон                                                        | The Impossible Dream из мюзикла «Человек из Ламанчи» Митч Лей исполнил Райден Робертс |
| 2009—2010 | Je Crois Entendre Encore Жорж Бизе из оперы «Искатели жемчуга» хореографы Сара Кавахара и Николай Морозов | The Impossible Dream из мюзикла «Человек из Ламанчи» Митч Лей хореографы Ше-Линн Бурн и Дэвид Уилсон  | Криком журавлиным Витас Адажио Томазо Джованни Альбиони                               |
| 2008—2009 | The Messiah Will Come Again Рой Б'юкенен хореографы Сара Кавахара и Николай Морозов                       | Аранхуэсский концерт Хоакин Родриго Tango Gotan Project хореографы Сара Кавахара и Николай Морозов    | Summertime Джордж Гершвин                                                             |
| 2007—2008 | O Doux Printemps d’Autrefois Жюль Массне хореограф Николай Морозов                                        | Саундтрек к фильму «Ромео и Джульетта» Нино Рота и Андре Рьё хореограф Николай Морозов                | Адажио Томазо Джованни Альбиони                                                       |
| 2006—2007 | O Doux Printemps d’Autrefois Жюль Массне хореограф Николай Морозов                                        | «Призрак Оперы» Эндрю Ллойд Уэббер                                                                    | Адажио Томазо Джованни Альбиони                                                       |
| 2005—2006 | Рапсодия на тему Паганини Сергей Рахманинов                                                               | «Призрак Оперы» Эндрю Ллойд Уэббер                                                                    | Gira Con Me Questa Notte Джош Гробан Oye Глория Эстефан                               |
| 2004—2005 | «All I Ask of You» из мюзикла «Призрак Оперы» Эндрю Ллойд Уэббер                                          | «Butterfly Lovers» Ванесса Мэй                                                                        | «The Prayer» Селин Дион                                                               |
| 2003—2004 | Illumination Secret Garden                                                                                | Рапсодия на тему Паганини Сергей Рахманинов                                                           | «The Prayer» Селин Дион                                                               |
| 2002—2003 | Саундтрек к фильму «Семь лет в Тибете» Джон Уильямс                                                       | Концерт для фортепиано с оркестром № 2 Сергей Рахманинов                                              |                                                                                       |

## Результаты
| Соревнования                | 96/97         | 97/98         | 98/99         | 99/00         | 00/01         | 01/02         | 02/03         | 03/04         | 04/05         | 05/06         | 06/07         | 07/08         | 08/09         | 09/10         | 10/11         | 11/12         | 12/13         | 13/14         | 14/15         |
| Международные               | Международные | Международные | Международные | Международные | Международные | Международные | Международные | Международные | Международные | Международные | Международные | Международные | Международные | Международные | Международные | Международные | Международные | Международные | Международные |
| --------------------------- | ------------- | ------------- | ------------- | ------------- | ------------- | ------------- | ------------- | ------------- | ------------- | ------------- | ------------- | ------------- | ------------- | ------------- | ------------- | ------------- | ------------- | ------------- | ------------- |
| Олимпийские игры            |               |               |               |               |               | 9             |               |               |               | 4             |               |               |               | 2             |               |               |               | 4             |               |
| Чемпионат мира              |               |               | 14            | 15            | 10            | 5             | 4             | 3             | 4             | 1             | 2             | 5             | 4             | 1             | 3             | 4             | 5             |               | 3             |
| Четыре континента           |               |               | 5             | 5             | 4             | 1             | 2             | 1             | 2             |               | 2             | 1             | 1             |               | 1             |               |               |               | 3             |
| Финал Гран-при              |               |               |               |               |               |               |               | 5             | 3             | 6             |               | 3             | 1             | 2             | 2             |               | 3             | 3             |               |
| Гран-при Китая              |               |               |               |               |               |               |               |               |               | 2             | 2             | 1             | 3             |               | 1             |               | 1             | 2             |               |
| Гран-при Франции            |               |               |               |               | 6             |               | 3             |               | 3             | 2             |               | 2             |               |               |               |               |               | 1             |               |
| Гран-при США                |               |               |               |               |               |               | 3             | 1             |               |               |               | 2             |               |               |               |               | 2             |               |               |
| Гран-при Японии             |               |               |               |               | 4             | 5             |               |               | 2             |               |               |               | 1             | 1             | 1             |               |               |               |               |
| Гран-при Канады             |               |               |               | 4             | 5             | 4             | 2             |               | 2             |               |               |               |               |               |               |               |               |               |               |
| Гран-при России             |               |               |               | 5             |               |               |               | 2             |               |               |               |               |               | 1             |               |               |               |               |               |
| Азиатские игры              |               |               |               |               |               |               | 2             |               |               |               | 2             |               |               |               | 1             |               |               |               |               |
| Универсиада                 |               |               | 2             |               |               |               |               |               |               |               |               |               |               |               |               |               |               |               |               |
| Международные среди юниоров |               |               |               |               |               |               |               |               |               |               |               |               |               |               |               |               |               |               |               |
| Гран-при Китая              |               |               | 5             |               |               |               |               |               |               |               |               |               |               |               |               |               |               |               |               |
| Чемпионат мира              | 14            | 9             | 8             |               |               |               |               |               |               |               |               |               |               |               |               |               |               |               |               |
| Национальные                |               |               |               |               |               |               |               |               |               |               |               |               |               |               |               |               |               |               |               |
| Чемпионат Китая             | 2             | 2             | 2             | 1             | 2             | 2             |               | 1             |               |               | 1             | 2             |               |               |               |               |               |               |               |